# Ebalus
Ebalus van Aquitanië (ca. 873 – ca. 935), bijgenaamd Mancer, was hertog van Aquitanië.
Ebalus werd in 890 graaf van Poitiers en hertog van Aquitanië als opvolger van zijn vader Ranulf II van Poitiers, maar raakte in 892 zijn bezittingen kwijt aan Aymar van Angoulême die hem verdreef met hulp van Odo I van Frankrijk. Hij vond in 893 zijn toevlucht bij Geraldus van Aurillac en verbond zich daarna met Willem de Vrome van Auvergne, die in die periode de feitelijke heerschappij over Aquitanië verwierf. In 902 veroverde Ebalus Poitou met een leger van Willem, en werd als graaf erkend door Karel de Eenvoudige met wie hij als kind was opgegroeid. Hij reorganiseerde het bestuur en gaf functies als lekenabt en burggraaf aan vertrouwde vazallen. In 904 veroverde hij ook Limousin en in 911 was Ebalus een van de aanvoerders bij de overwinning op de Vikingen bij Chartres. Toen in 927 de zoons van Willem de Vrome kinderloos overleden, benoemde de laatste Ebalus tot erfgenaam. Na diens overlijden werd hij hertog van Aquitanië, graaf van Berry, van Auvergne en Velay, en lekenabt van Saint-Hilaire.
Koning Rudolf I van Frankrijk ontnam Ebalus in 929 de heerschappij over Berry. In 932 gaf Rudolf bovendien de titels van Aquitanië en Auvergne aan de graaf van Toulouse, en maakte van de Marche (tussen Limousin en Poitou) een onafhankelijk graafschap. Ebalus deed in 934 een schenking aan de abdij van Saint-Cyprien.
Ebalus was een onechte zoon van Ranulf II van Poitiers. Ebalus was in 891 (in oktober 890 waren ze verloofd) gehuwd met Aremburgis en voor februari 911 met Emiliana (- ca. 934). Ebalus en vermoedelijk Emiliana waren ouders van:
- Willem III (900-963), hertog van Aquitanië
- Ebalus, bisschop van Limoges (- Saint-Michel-en-l'Herm, 26 februari 977). Abt van Saint Maxent en Saint Hilaire, 944 bisschop van Limoges, trad in 963 terug en werd abt van Saint-Michel-en-l'Herm. Hij werd gevangengenomen en zijn ogen werden uitgestoken door graaf Eli I van Périgord.

## Voorouders
| Voorouders van Ebalus van Aquitanië | Voorouders van Ebalus van Aquitanië                                | Voorouders van Ebalus van Aquitanië                                | Voorouders van Ebalus van Aquitanië                                | Voorouders van Ebalus van Aquitanië                                | Voorouders van Ebalus van Aquitanië             | Voorouders van Ebalus van Aquitanië             | Voorouders van Ebalus van Aquitanië             | Voorouders van Ebalus van Aquitanië             |
| ----------------------------------- | ------------------------------------------------------------------ | ------------------------------------------------------------------ | ------------------------------------------------------------------ | ------------------------------------------------------------------ | ----------------------------------------------- | ----------------------------------------------- | ----------------------------------------------- | ----------------------------------------------- |
| Overgrootouders                     | Gerard van Auvergne (795-841) ∞ Rotrude (ca. 800-?)                | Gerard van Auvergne (795-841) ∞ Rotrude (ca. 800-?)                | ? (-) ∞ ? (-)                                                      | ? (-) ∞ ? (-)                                                      | ? (-) ∞ ? (-)                                   | ? (-) ∞ ? (-)                                   | ? (-) ∞ ? (-)                                   | ? (-) ∞ ? (-)                                   |
| Grootouders                         | Ranulf I van Aquitanië (820-866) ∞ Bilchildis van Maine (ca. 830-) | Ranulf I van Aquitanië (820-866) ∞ Bilchildis van Maine (ca. 830-) | Ranulf I van Aquitanië (820-866) ∞ Bilchildis van Maine (ca. 830-) | Ranulf I van Aquitanië (820-866) ∞ Bilchildis van Maine (ca. 830-) | ? (-) ∞ ? (-)                                   | ? (-) ∞ ? (-)                                   | ? (-) ∞ ? (-)                                   | ? (-) ∞ ? (-)                                   |
| Ouders                              | Ranulf II van Poitiers (850-890) ∞ ? (-ca. 934)                    | Ranulf II van Poitiers (850-890) ∞ ? (-ca. 934)                    | Ranulf II van Poitiers (850-890) ∞ ? (-ca. 934)                    | Ranulf II van Poitiers (850-890) ∞ ? (-ca. 934)                    | Ranulf II van Poitiers (850-890) ∞ ? (-ca. 934) | Ranulf II van Poitiers (850-890) ∞ ? (-ca. 934) | Ranulf II van Poitiers (850-890) ∞ ? (-ca. 934) | Ranulf II van Poitiers (850-890) ∞ ? (-ca. 934) |
| Ebalus van Aquitanië (873-935)      |                                                                    |                                                                    |                                                                    |                                                                    |                                                 |                                                 |                                                 |                                                 |